# Oreogrammitis clandestina
Oreogrammitis clandestina är en stensöteväxtart som beskrevs av Barbara S. Parris. Oreogrammitis clandestina ingår i släktet Oreogrammitis och familjen Polypodiaceae. Inga underarter finns listade.